# Clarkia australis
Clarkia australis là một loài thực vật có hoa trong họ Anh thảo chiều. Loài này được E.Small mô tả khoa học đầu tiên năm 1971.